# Serge Honorez
Pour les articles homonymes, voir Honnorez.
Serge Honorez dit Sergio Honorez, né le 20 février 1963 à Watermael-Boitsfort (région de Bruxelles-Capitale), est un publicitaire, réalisateur, metteur en scène, auteur de bande dessinée, homme de radio et de télévision belge.

## Biographie
Serge Honorez naît le 20 février 1963 à Watermael-Boitsfort, une commune bruxelloise. 
Il acquiert une notoriété en intégrant fin des années 1980 le groupe d'humoristes Les Snuls.
Il commence sa carrière à 16 ans, dans le journal Tintin, en tant que dessinateur de bande dessinée. Il collabore au Journal de Spirou. Il crée seul le personnage de Groucho Driftwood pour l'éphémère revue polar Ice Crim's en 1984. Puis, il rejoint le mensuel Circus ainsi que Vécu (Éditions Glénat) au début des années 1980. Il participe également à l'album Il était une fois... Les Belges édité à l'occasion du 150e anniversaire de la Belgique.
En 1985, avec Frédéric Jannin, il conçoit Nougat le Rat pour le magazine scientifique jeunesse L'Argonaute. Le nom du personnage est l'anagramme de l'Argonaute.
Diplômé de l'INSAS (école de cinéma et de théâtre), il réalise plus de 300 films publicitaires en Belgique, France, Italie, Espagne, Portugal, Pays-Bas, Royaume-Uni, Pologne, Tchéquie, Maroc de 1990 à 2006.
En 1995, une de ses réalisations obtient un Lion d'argent au Festival du film publicitaire de Cannes ainsi que le Diamond Award au CCB et une autre lors de la même cérémonie obtient le Silver Award.
On retient aussi son téléfilm Film belge avec Benoît Poelvoorde et Bouli Lanners en 1992.
Il intègre également l'équipe de La Télévision infernale de façon régulière à partir de la saison 2005-2006. En août 2006, il reprend la rubrique de Pierre Kroll pour le dessin du jour dans le journal Le Soir.
De 2007 à 2020, il est le directeur éditorial des Éditions Dupuis. Depuis juin 2020, il se consacre à des projets personnels. Il écrit aux côtés de José-Louis Bocquet, le catalogue d'exposition La Fabrique de héros - 100 ans d'édition chez Dupuis en 2023.

## Œuvre

### Publications

#### Collectifs
- Il était une fois... Les Belges[16], Le Lombard, Bruxelles, 1980
Scénario et couleurs : collectif - Dessin : collectif dont Honorez
- 35 ans du journal Tintin - 35 ans d'humour[17], Le Lombard, Bruxelles, septembre 1981
Scénario et couleurs : collectif - Dessin : collectif dont Honorez,Préface de Raymond Leblanc.
- L'Agenda du Journal Tintin 1984[18], Le Lombard, Bruxelles, 1983
Scénario et dessin : collectif dont Honorez - Couleurs : quadrichromie -  (ISBN 2-8036-0421-3),Participation : Aimé Sylvain.
- 1. Parodies - ... par leurs vrais auteurs !, M.C. Productions, octobre 1987
Scénario : collectif dont Honorez - Dessin : collectif - Couleurs : quadrichromie -  (ISBN 2-907143-02-6),Participation : Germain et nous... (2 planches).

#### Catalogue d'exposition
- La Fabrique de héros - 100 ans d'édition chez Dupuis[15], Dupuis, Marcinelle, 6 janvier 2023
Scénario : José-Louis Bocquet et Honorez - Dessin : collectif - Couleurs : quadrichromie -  (ISBN 979-10-34767-09-0)

### Filmographie
Sauf indication contraire, les informations mentionnées dans cette section peuvent être confirmées par la base de données cinématographiques IMDb,  présente dans la section « Liens externes ».
- 1989 : Les Snuls, série télévisée
- 1992 : Film belge, téléfilm avec Benoît Poelvoorde
- 2005 : La Télé infernale[19], émission de télévision diffusée par la RTBF, saison 2005-2006
- 2023 : Les Snuls - De toute façon, dans 20 minutes, vous aurez tout oublié, réalisation : Gilles Dal et Guillermo Guiz, documentaire, acteur dans son propre rôle.

### Au théâtre
- 1993 : Belgicae[20] d’Anita Van Belle mise en scène Virginie Jortay
- 2014 : Interférence contrôlée[21], mise en scène.

#### Périodiques
- Sergio Honorez (interviewé par Thierry Lemaire), « En couverture : Dupuis cultive l’humour bon enfant », Zoo le Mag, no 21,‎ septembre-octobre 2009, p. 10.

#### Articles
- Serge Honorez (interviewé par Pierre Burssens), « Entretien avec Serge Honorez à propos de « Bravo les Brothers » », BD Best !,‎ 16 mai 2012 (lire en ligne, consulté le 21 novembre 2024).

### Vidéographie
- [vidéo] « Les Rêves d'une Demoiselle [La télé infernale] », sur YouTube